# MWG-Biotech
Die MWG-Biotech Aktiengesellschaft mit Sitz im oberbayerischen Ebersberg ist ein Biotechnologie-Unternehmen.
MWG-Biotech ist auf Dienstleistungen im industriellen Maßstab und internationale Kunden aus dem Bereich Life Sciences und der akademischen Forschung ausgerichtet, besonders auf dem Gebiet der Herstellung synthetischer Genabschnitte (DNA-/RNA-Synthese) sowie der Bestimmung der genetischen Information im Erbgut (DNA-Sequenzierung).
Das Unternehmen wurde 1990 gegründet und war an der Frankfurter Wertpapierbörse notiert: zuerst im Neuen Markt, und von 2002 bis 2007 im General Standard. Im Jahr 2009 wurde durch den Vorstand der MWG-Biotech AG ein Delisting beantragt. Die Gesellschaft führt weiterhin Hauptversammlungen für ihre Aktionäre durch, da der Mehrheitsaktionär Eurofins Genomics S.A., eine Tochter der Eurofins Scientific S.A., die nötigen 95 % Aktienbesitz für einen Squeeze-Out der verbliebenen Streubesitzaktionäre nicht erreicht hat.